# Пикънс (окръг, Джорджия)
Окръг Пикънс (на английски: Pickens County) е окръг в щата Джорджия, Съединени американски щати. Площта му е 603 km², а населението - 29 640 души. Административен център е град Джаспър.